# Оміксні технології

Діаграма, що ілюструє геноміку

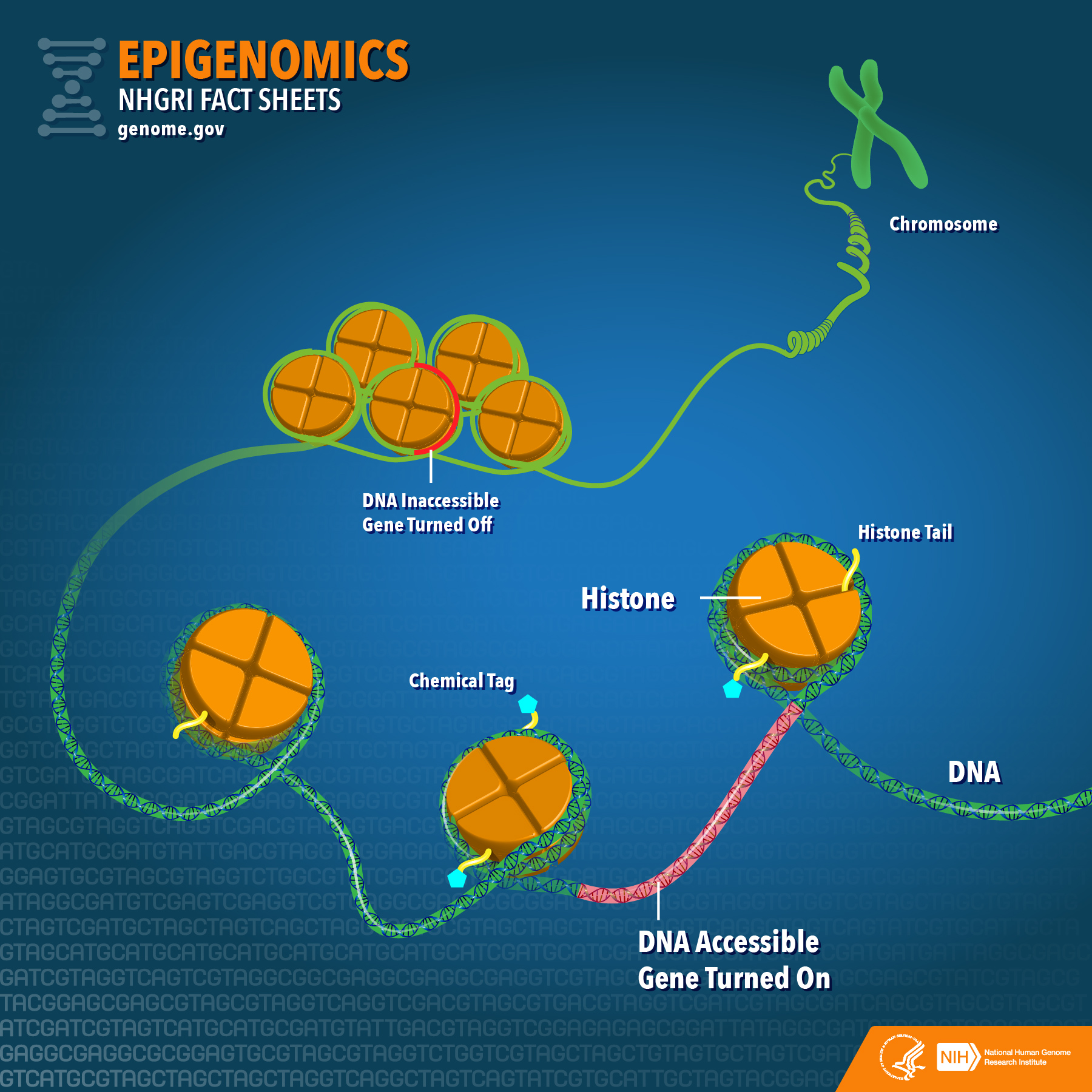
Діаграма, що ілюструє епігеноміку

Оміксні технології — комплекс сучасних технологій в молекулярній біології та біоінформатиці, що включають геноміку, епігеноміку, транскриптоміку, протеоміку, метаболоміку, метагеноміку, інтерактоміку та інші.

Завдяки досягненням в біології, молекулярній генетиці та біоінформатиці і використанню оміксних технологій є можливим вивчати організм і його частини на різних рівнях, починаючи з найглибшого — рівня ДНК. Ці технології дають змогу виявити ті чи інші мутації в ДНК, з'ясувати, як вони впливають на експресію генів і продукування білків, а також — як ці білки взаємодіють між собою в подальшому. 

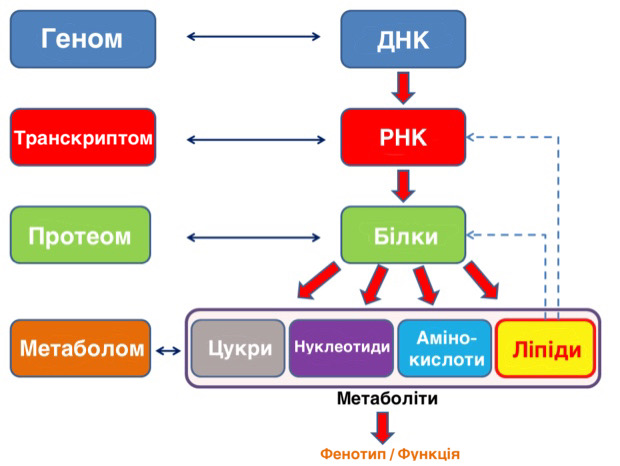
Спрощена схема мультиомічної інтеграції оміксних даних кітини (без епігеному, епітранскриптому, метагеноміки та ін.)

Походження «-омікс» (англ. omics) в складі слова (поняття) — це англомовний омологічний неологізм, що неофіційно відноситься до галузі вивчення біології, що закінчується на -оміку, наприклад: геноміка, транскриптоміка, епігеноміка, епітранскриптоміка, протеоміка, метаболоміка, метагеноміка та інші.

## Типи даних

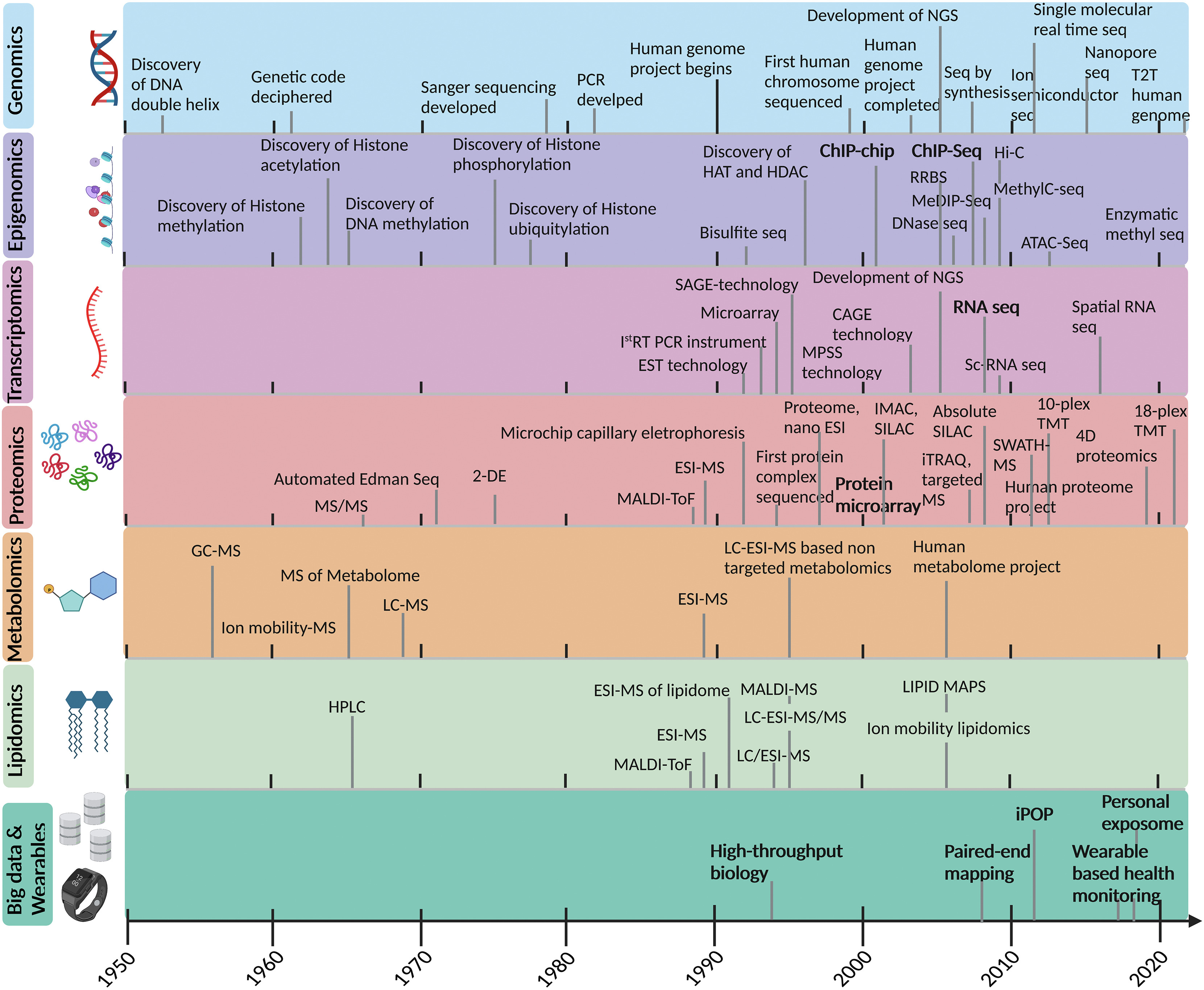
Хронологія основних технологічних розробок і віх в різних аналізах оміксних технологій

Основні статті — Біоінформатика, Мультиоміка.
| Сфера знань                                        | Сукупність       | Окремий елемент |
| -------------------------------------------------- | ---------------- | --- |
| епігеноміка                                        | епігеном         | Комплекс різних даних: сайти метилювання ДНК, модифікації гістонів, ремоделювання хроматину, некодуючі РНК                      |
| геноміка                                           | геном            | ген |
| транскриптоміка                                    | транскриптом     | транскрипт (мРНК) |
| протеоміка                                         | протеом          | білок |
| ліпідоміка                                         | ліпідом          | ліпід |
| глікоміка                                          | глікан           | полісахариди |
| метаболоміка                                       | метаболом        | метаболіт (продукт метаболізму)                                                                                                 |
| інтерактоміка                                      | інтерактом       | взаємодія молекул |
| систеоміка[джерело?]                               | структура впливу | ланка передачі |
| флюксоміка                                         | флюксом          | каталізовані перетворення речовини та їх швидкість                                                                              |
| сенсоміка                                          | сенсометаболом   | запах і смак |
| мікробіоміка: метагеноміка, метапротеоміка і т. д. |                  | дані геноміки, протеоміки та інших оміксних технологій в певних екосистемах (таких як певний мікробіом, як-от мікробіота кишки) |
| мультиоміка                                        | мультиом, паном  | Інтеграція даних всіх (або деяких) даних оміксних технологій разом                                                              |

## Інтеграція даних
Мультиоміка — підхід, який об'єднує дані багатьох оміксних технологій для інтегративного й повноцінного розуміння процесів в одній клітині, чи в певному середовищі, тканині чи ексосистемі.

## Додаткова література

### Журнали
- Molecular Omics (Royal Society of Chemistry)
- OMICS: A Journal of Integrative Biology (Mary Ann Liebert Inc)